# Barão de Alvoco da Serra
Barão de Alvoco da Serra é um título nobiliárquico criado por D. Carlos I de Portugal, por Decreto de 27 de Julho de 1894, em favor de António Luís Monteiro de Pina, que teve o título mudado de 1.º Barão de São Domingos.
Titulares
1. António Luís Monteiro de Pina, 1.º Barão de São Domingos, depois 1.º Barão de Alvoco da Serra;
2. Joaquim Monteiro de Pina, 2.º Barão de Alvoco da Serra.